# J.D.K.BAND
“J.D.K.BAND”实际上往往是指两个有所不同的乐队的其中一个，根据上下文语境一般可以分辨出，到底指代的是以下的哪一个乐队。(不过也不排除同时指代这两个乐队的可能性)
- J.D.K.BAND（第一代J.D.K.BAND）

- jdkBAND（θ）（第二代J.D.K.BAND）

## 第一代J.D.K.BAND（J.D.K.BAND）
第一代J.D.K.BAND是一个重金属乐队，它成立于1990年，Tomohiko Kishimoto是其领导者。其发行的大部分歌曲都是硬摇滚风格，但也有进步和民谣风格。
1991年，从1993年到，世嘉的夏天（后Segagemusu的）SSTBAND和台东区的祖尼塔塔，卡普空的Arufuraira，科乐美（后科乐美的）的方波俱乐部在为期2天如，中野太阳广场和日本青年博物馆里还有一个名为“ 游戏音乐节 ”的现场活动。1994年原发性JDKBAND溶解于时间，成员分别继续独奏活动。
1994年,第一代J.D.K.BAND解散,但是各成员依然进行着独奏活动

### 成员
需要特别指出的是，岸本友彦为J.D.K.BAND队长；以下排名不分先后。冒号后列出了对应人员在团队中担当的主要任务。
- 岸本友彦：布置，低音贝司，主声部声乐
- 松川純一郎：吉他
- 高梨康治：键盘
- 日下部"Burny"正則：吉他
- DIE：副声部声乐
- 白田一秀：吉他
- 山下弥生：主声部声乐
- 長織有加：主声部声乐
- 川菜翠：勤务

以上成员表为曾加入过第一代J.D.K.BAND的所有成员，但是这并不意味着某两位或某几位成员同时存在于该乐队中，因为该乐队在成立的四年间有过多次人员改变。